# William Cottrill
William Cottrill (Sheffield, 14 d'octubre de 1888 – Sheffield, 26 d'octubre de 1972) va ser un atleta anglès que va competir a començaments del segle xx.
El 1912 va prendre part en els Jocs Olímpics d'Estocolm, on disputà quatre proves del programa d'atletisme. En els 3.000 metres per equip guanyà la medalla de bronze, mentre en els 1.500 metres quedà eliminat en sèries. Les altres dues que disputà foren les de camp a través: en l'prova individual abandonà, mentre en l'prova per equips guanyà la medalla de bronze.